# Hetereleotris
Hetereleotris là một chi của Họ Cá bống trắng

## Các loài
Chi này hiện hành có các loài sau đây được ghi nhận:
- Hetereleotris apora Hoese & R. Winterbottom, 1979 (Poreless goby)
- Hetereleotris bipunctata Tortonese, 1976
- Hetereleotris caminata J. L. B. Smith, 1958 (Mourner)
- Hetereleotris diademata Rüppell, 1830
- Hetereleotris dorsovittata Kovačić, Bogorodsky & A. O. Mal, 2014 [1]
- Hetereleotris exilis Shibukawa, 2010
- Hetereleotris georgegilli A. C. Gill, 1998 (Gill's goby)
- Hetereleotris kenyae J. L. B. Smith, 1958
- Hetereleotris margaretae Hoese, 1986 (Smooth-scale goby)
- Hetereleotris nebulofasciata J. L. B. Smith, 1958
- Hetereleotris poecila Fowler, 1946
- Hetereleotris psammophila Kovačić & Bogorodsky, 2014 [2]
- Hetereleotris readerae Hoese & Larson, 2005
- Hetereleotris tentaculata J. L. B. Smith, 1958 (Locusthead)
- Hetereleotris vinsoni Hoese, 1986 (Vinson's goby)
- Hetereleotris vulgaris Klunzinger, 1871
- Hetereleotris zanzibarensis J. L. B. Smith, 1958 (Goggle goby)
- Hetereleotris zonata Fowler, 1934